# Distretto di Delhi Est
Il distretto di Delhi Est è un distretto di Delhi, in India, di 1 448 770 abitanti. La sede del distretto è situata nel quartiere di Geeta Colony. Delhi Est ospita diverse aree residenziali, fra cui quella di Mayur Vihar.